# Gilles Cornut
Pas d'image ? Cliquez ici

a Compétitions nationales et continentales officielles uniquement.

b Matchs officiels uniquement.
Gilles Cornut, né le 2 janvier 1976, est un joueur français de rugby à XIII dans les années 1990 et 2000. Il occupe le poste d'ailier ou de centre.
Il joue la majeure partie de sa carrière au sein du club de l'US Villeneuve et connaît la période de domination du club sur le rugby à XIII français remportant le titre de Championnat de France en 1999, 2001, 2002 et 2003, ainsi que le titre de Coupe de France en 1999, 2002 et 2003
Fort de ses performances en club, Gilles Cornut dispute six rencontres officielles avec l'équipe de France entre 1999 et 2001 prenant part à la tournée de 2001.

## Palmarès
- Collectif :
  - Vainqueur du Championnat de France : 1999, 2001, 2002 et 2003 (Villeneuve).
  - Vainqueur de la Coupe de France : 1999, 2002 et 2003 (Villeneuve).

### Détails en sélection
| 1. | 11 novembre 1999 | Maroc                     | 80-0  | Test-match | Ailier     | 4 | 1 | - | - |
| 2. | 10 juin 2001     | Nouvelle-Zélande          | 0-36  | Test-match | Centre     | - | - | - | - |
| 3. | 17 juin 2001     | Papouasie-Nouvelle-Guinée | 27-16 | Test-match | Remplaçant | - | - | - | - |
| 4. | 20 juin 2001     | Papouasie-Nouvelle-Guinée | 24-34 | Test-match | Remplaçant | - | - | - | - |
| 5. | 26 juin 2001     | Irlande                   | 56-16 | Test-match | Remplaçant | - | - | - | - |
| 6. | 26 octobre 2001  | Grande-Bretagne           | 12-42 | Test-match | Centre     | - | - | - | - |